# Ruby (voi)
Ruby (sinh năm 1973 - mất ngày 6 tháng 11 năm 1998) là một con voi châu Á thuộc giống cái, có cân nặng 4,5 tấn. Nó sống tại Sở thú Phoenix, Hoa Kỳ và nổi tiếng vì có khả năng vẽ tranh. Bức tranh đắt nhất của nó từng được bán với giá 25.000 USD.

## Những năm đầu đời
Khoảng mùa hè năm 1973, Ruby sinh tại Thái Lan và được đưa đến Sở thú Phoenix vào tháng 2 năm 1974 khi nó được khoảng bảy tháng tuổi. Trong khoảng thời gian vài năm đầu, Ruby chung sống với một con dê và một vài con gà. Khả năng vẽ tranh của Ruby được phát hiện khi những người quản lý Ruby nhìn thấy nó dùng gậy cào vào vết bẩn trên hàng rào và họ quyết định cho nó một cây cọ vẽ và sơn.
Cũng trong khoảng thời gian này, Ruby được chuyển đên sống cùng hai con voi khác của sở thú. Hai con voi này thuộc giống voi châu Phi nên Ruby không hòa hợp với hai con vật chung chuồng này. Nhận thấy điều này, những người quản lý sở thú quyết định nhân giống Ruby để nó có bạn đồng hành.

## Thai kỳ
Năm 1996, Ruby được 22 tuổi và được chuyển đến Sở thú Tulsa để giao phối với một con voi đực tên là Sneezy (hiện vẫn sống ở Tulsa) và sống ở Tulsa trong khoảng một năm. Ruby mang thai một năm sau đó và được đưa về Phoenix. Cũng trong khoảng thời gian này, Sở thú Houston cho sở thú Phoenix mượn voi cái Indu để làm bạn đồng hành với Ruby, vì nó cũng là một con voi châu Á. Hiện nay, Indu vẫn đang sống tại sở thú Phoenix.

## Qua đời
Vào cuối tháng 10 năm 1998, Ruby bắt đầu có dấu hiệu chuyển dạ nhưng không thể sinh. Vào ngày Halloween, các bác sĩ thú y của sở thú xác định rằng bào thai voi con gần như đã chết trong bụng mẹ và quyết định phẫu thuật để lấy bào thai. Cuộc phẫu thuật được tiến hành sau đó vào ngày 6 tháng 11 đã phát hiện ra rằng tử cung của Ruby bị rách và nhiễm trùng nặng, lan đến khoang bụng của nó. Bào thai của Ruby là một con voi đực nặng 320 pound,  trọng lượng gấp đôi các con voi sơ sinh bình thường.
Ruby được an tử ngay lập tức và cái chết của nó gây nên niềm thương tiếc vô hạn khắp khu vực Phoenix. Khi Sở thú Phoenix tuyên bố một ngày vào cửa miễn phí để tưởng nhớ đến Ruby, 43.000 người đã đến sở thú.